# Mehlspeise

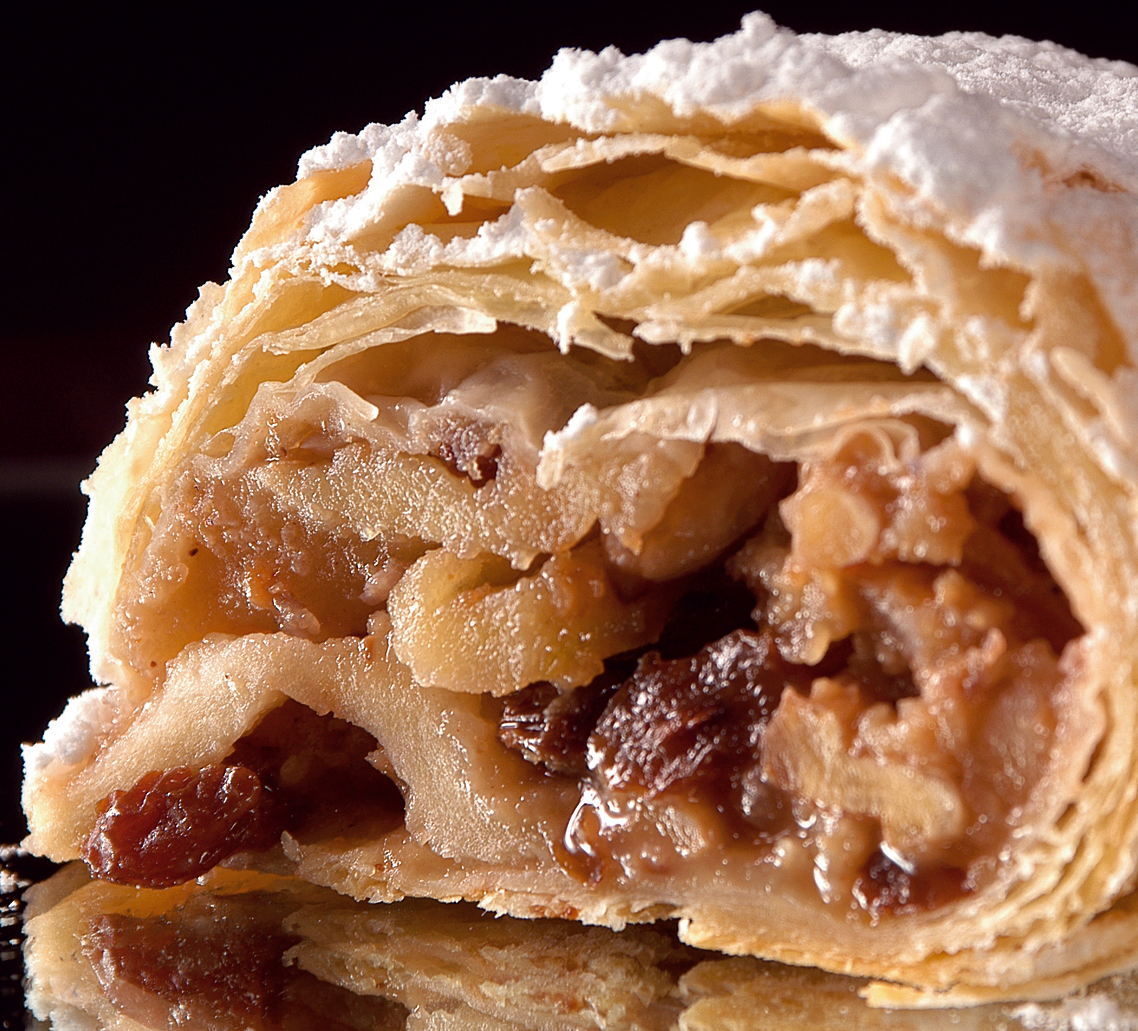
Apfelstrudel vienés, ejemplo de Mehlspeise.

Mehlspeise es un término gastronómico empleado en Austria y Baviera para referirse a diversos dulces, pasteles y pastas que se pueden servir de postre o como plato principal. Antiguamente la denominación Mehlspeise incluía un número mayor de platos, pero en la actualidad hace referencia generalmente a alimentos dulces. En alemán el nombre alude a un plato preparado con harina.
Este término incluye a distintos platos como el Strudel, la tarta Sacher o los Germknödel entre otros.